# Norbanus malabarensis
Norbanus malabarensis är en stekelart som beskrevs av Sureshan 2003. Norbanus malabarensis ingår i släktet Norbanus och familjen puppglanssteklar. Inga underarter finns listade i Catalogue of Life.